# I'm Ready (Sam Smith e Demi Lovato)
I'm Ready è un singolo del cantautore britannico Sam Smith e della cantante statunitense Demi Lovato, pubblicato il 16 aprile 2020 ed incluso come traccia bonus nel terzo album in studio di Sam Smith Love Goes e nel settimo album in studio di Demi Lovato Dancing with the Devil... the Art of Starting Over.

## Pubblicazione
Smith e Lovato hanno annunciato il titolo del brano il 13 aprile 2020. Nell'occasione ne hanno rivelato la copertina e la data di pubblicazione.

## Video musicale
Il video musicale, diretto da Jora Frantzis, è stato reso disponibile il 16 aprile 2020 in concomitanza con l'uscita del singolo.

## Tracce
Testi e musiche di Demi Lovato, Ilya Salmanzadeh, Peter Svensson, Sam Smith e Savan Kotecha.
1. I'm Ready – 3:20

## Formazione
Musicisti
- Sam Smith – voce
- Demi Lovato – voce
- Ilya Salmanzadeh – basso, batteria, chitarra, tastiera, percussioni, programmazione
- Wojtek Goral – sassofono contralto
- David Bukovinszky – violoncello
- Johan Carlsson – pianoforte
- Mattias Bylund – corda, arrangiamento
- Tomas Jonsson – sassofono tenore
- Peter Noos Johansson – trombone
- Janne Bjerger – tromba
- Mattias Johansson – violino

Produzione
- Ilya Salmanzadeh – produzione
- John Hanes – ingegneria del suono
- Sam Holland – ingegneria del suono
- Randy Merrill – assistenza al mastering
- Șerban Ghenea – missaggio

## Successo commerciale
I'm Ready ha esordito alla 36ª posizione della Billboard Hot 100 nella pubblicazione del 2 maggio 2020, regalando al cantante la sua nona top forty in classifica e alla cantante la sua diciassettesima. Nella Official Singles Chart, invece, ha debuttato alla 20ª posizione grazie a 19 676 unità di vendita, diventando la diciottesima top forty di Smith e la tredicesima della Lovato nella classifica britannica.

## Classifiche
| Classifica (2020) | Posizione massima |
| ----------------- | ----------------- |
| Australia         | 25                |
| Austria           | 56                |
| Belgio (Fiandre)  | 53                |
| Belgio (Vallonia) | 61                |
| Canada            | 30                |
| Croazia           | 23                |
| Estonia           | 39                |
| Francia           | 196               |
| Germania          | 66                |
| Grecia            | 38                |
| Irlanda           | 13                |
| Italia            | 70                |
| Libano            | 6                 |
| Lituania          | 30                |
| Norvegia          | 31                |
| Nuova Zelanda     | 28                |
| Paesi Bassi       | 48                |
| Portogallo        | 36                |
| Regno Unito       | 20                |
| Repubblica Ceca   | 50                |
| Singapore         | 30                |
| Slovacchia        | 40                |
| Stati Uniti       | 36                |
| Svezia            | 34                |
| Svizzera          | 35                |
| Ungheria          | 27                |